# معهد سول للفنون
معهد سول للفنون هو مؤسسة تعليمية بارزة متخصصة في الفنون وتقع في أنسان، مقاطعة جيونج جي، كوريا الجنوبية. رعى المعهد العديد من الخريجين الذين يعملون بنشاط في المجالات ذات الصلة بالفنون داخل كوريا وكذلك على الصعيد الدولي. يُستخدم حرم نامسان الجامعي في قلب سيول لتقديم المنتجات الفنية والتقارب مع الصناعة. تم افتتاح حرم أنسان الجامعي في عام 2001 ويستخدم للتدريب التربوي، والذي يهدف إلى إزالة الحواجز بين التخصصات والأنواع والتخصصات. يواصل المعهد ريادته في عولمة الفنون الكورية وخلق أشكال جديدة من الفنون.

## الغرض من التأسيس
من خلال التعليم المسرحي تم تأسيسه للتغلب على انهيار الثقافة الوطنية الذي سببته فترة الاستعمار الياباني والحرب الكورية ولرعاية الفنانين المحترفين الذين سيؤسسون السينما الوطنية وينشطونها.

## التاريخ
- أغسطس 1958 - تم تأسيس المعهد الكوري لبحوث المسرح.
- أبريل 1962 - تم افتتاح مركز الدراما والمكتبة المسرحية.
- يونيو 1962 - تأسست أكاديمية المسرح الكوري (أغلقت مارس 1964).
- مارس 1964 - تأسست مدرسة سيول للدراما (أغلقت في ديسمبر 1973)
- ديسمبر 1973 - تأسست أكاديمية سيول للفنون.
- ديسمبر 1978 - تم تغيير اسم أكاديمية سيول للفنون إلى كلية سيول للفنون.
- فبراير 1982 - تم تغيير اسم المعهد الكوري لبحوث المسرح إلى مركز أبحاث كوريا للفنون.
- فبراير 1998 - تم تغيير اسم مركز الأبحاث الكوري للفنون إلى مركز دونغ نانغ للفنون.
- يونيو 1998 - تم تغيير اسم كلية سول للفنون إلى معهد سول للفنون.
- مارس 2001 - تم افتتاح مركز نامسان التعليمي.
- سبتمبر 2002 - تم افتتاح فصل دونغ نانغ للتمثيل للشباب.

### الرؤساء السابقون
- أ. يو دوك هيونغ (ديسمبر 1978 - مارس 1994)
- أ. يانغ جونغ هيون (مارس 1994 - مارس 1998)
- أ. كيم كي دوك (مارس 1998 - مارس 2001)
- أهن مين سو (مارس 2001 - فبراير 2004)
- رو كون ايل

## الإدارات
| القسم                                    | الإنشاء     |
| ---------------------------------------- | ----------- |
| الموسيقى التطبيقية                       | نوفمبر 1987 |
| البث                                     | ديسمبر 1978 |
| إعلان إبداعي                             | نوفمبر 1988 |
| كتابة إبداعية                            | ديسمبر 1978 |
| الرقص                                    | ديسمبر 1978 |
| الفنون الرقمية                           | مارس 2003   |
| فيلم                                     | ديسمبر 1978 |
| تصميم داخلي                              | نوفمبر 1987 |
| موسيقى كورية                             | ديسمبر 1980 |
| التصوير                                  | ديسمبر 1980 |
| الكتابة المسرحية                         | نوفمبر 1987 |
| مسرح                                     | ديسمبر 1978 |
| الفنون البصرية                           | مارس 1989   |
| التصميم المرئي                           | نوفمبر 1987 |
| التمثيل                                  | مارس 2007   |
| كلية الآداب والعلوم الإنسانية            |             |
| كلية فنون الإعلام (درجة البكالوريوس)     |             |
| مدرسة الفنون المسرحية (درجة البكالوريوس) |             |

## خريجون متميزون

### موسيقى
- تشاي يون
- تشوا (كرايون بوب)
- ضياء
- جانغ دو يون
- جانغ كيو ري (فروميس 9)
- جانغ يون جيونغ
- جوكجاي
- جونغ يو جي (بيستي)
- كيم بوم سو
- كيم غون مو
- كيم جاي هيونغ
- كيم جاي ووك
- كيم سي-يونغ (مينام)
- كيم تاي هيون
- كيم يون وو
- لي بو رام (سييا)
- لي جين آه
- ليم جيونج هي
- لي كي تشان
- لي سونغ مين (سوبر جونيور)
- لو هان
- مايا
- منغ جيا (ملكة جمال أ)
- نانا (أفتر سكول)
- بارك جا رام (ديك بانكس)
- بارك شين وون
- وانغ فيفي (ميس أي)
- جونغ هاي سون
- جونغ دا وون

### مضيفو التلفزيون
- أونا لي
- جانغ يون جو
- لي هوي جاي
- شين دونغ يوب
- يو جاي سوك

### الكتاب وكتاب السيناريو
- تشوي إن هون
- جانغ جين
- نوه هي كيونغ
- شين كيونغ سوك
- كيم أون سوك
- ها سيونغ نان

### المخرجون
- جانغ جين
- لي ميونغ سي
- كيم جي وون
- لي هوان كيونج[2]

### مصممو أزياء
- لي سانغ بونغ[3]

### رجال الأعمال
- كيم بونغ جين

## روابط خارجية
- الصفحة الرئيسية الرسمية (باللغة الإنجليزية)